# Bernard Volz
Bernard Volz (ur. 30 lipca 1968 w North York) – kanadyjski pływak, olimpijczyk z 1984, kiedy wziął udział w zawodach na 1500 m stylem dowolnym i zajął 13. miejsce (w swoim wyścigu eliminacyjnym był 3. z czasem 15:31,38).